# Karol Baron
Karol Józef Baron (ur. 14 października 1948 w Kochłowicach) – polski matematyk zajmujący się analizą rzeczywistą i równaniami funkcyjnymi; profesor zwyczajny. 

## Życiorys
Od początku kariery związany z Uniwersytetem Śląskim w Katowicach. 29 czerwca 1971 uzyskał magisterium tamże. W 1974 doktoryzował się w Katowicach pod kierunkiem Marka Kuczmy na podstawie rozprawy „On the Continuous Solutions of Non-Linear Functional Equations in the Indeterminate Case”. W latach 1987–1992 dyrektor Instytutu Matematyki UŚ . W latach 1987–2014 był kierownikiem Zakładu Analizy Rzeczywistej tamże .

## Wypromowani doktorzy
- 1983: Witold Jarczyk,
- 1993: Bolesław Gaweł,
- 1995: Janusz Walorski,
- 1997: Janusz Morawiec,
- 2000: Lech Bartłomiejczyk,
- 2003: Rafał Kapica,
- 2006: Dariusz Sokołowski,
- 2012: Wirginia Wyrobek-Kochanek.